# Hesperostipa
Hesperostipa is een geslacht uit de grassenfamilie (Poaceae). De soorten van dit geslacht komen voor in Noord-Amerika.

## Soorten
De Catalogue of New World Grasses [14 april 2010] erkent de volgende soorten:
- Hesperostipa comata
- Hesperostipa curtiseta
- Hesperostipa neomexicana
- Hesperostipa saxicola
- Hesperostipa spartea